# 查尔斯·沃森
查尔斯·沃森（英語：Charles Watson；1714年—1757年8月16日），英国海军中将，曾任纽芬兰殖民地总督，1757年与英国殖民军官罗伯特·克莱武率军攻占加尔各答。